# Larin izbor
Larin izbor jest hrvatska telenovela autorice i producentice Jelene Popović Volarić. Serija je sa snimanjem krenula u lipnju 2011. godine, a s emitiranjem 4. rujna 2011. na Novoj TV. Popularna telenovela u Hrvatskoj bila je na blagdanskoj pauzi od 23. prosinca 2011. do 23. siječnja 2012. godine. Nova TV 12. lipnja 2012. službeno je potvrdila da uskoro počinje snimanje druge sezone Larinog izbora. Snimanje druge sezone serije završeno je 9. travnja 2013., a njeno prikazivanje završeno je 3. srpnja 2013. godine.
Kao spin-off ove serije snimljena je web serija Nikol, povjerljivo.
Na temelju sapunice snimljen je i dugometražni film Larin izbor: Izgubljeni princ koji se u kinima započeo prikazivati 28. lipnja 2012. godine, a koji se radnjom direktno nastavlja na događaje iz prve sezone serije.

## Radnja
Lara Božić mlada je i jednostavna djevojka koja živi i radi u Splitu. Iako školovana glazbenica, radi kao pomoćna kuharica u catering službi. Vlasnice catering službe ponude joj posao konobarice na domjenku obitelji Zlatar, splitske aristokratske obitelji. Na zabavi Lara upoznaje Jakova Zlatara, mladoga, dobro odgojenog momka iz ugledne obitelji. Jakov se vratio u Split sa školovanja u inozemstvu i majka Nela priredila je zabavu u njegovu čast. Jakov nije pretjerano zainteresiran za svijet kojeg mu majka i otac pokušavaju nametnuti, već mu je za oko zapela mlada djevojka koju susreće u kuhinji. Jakov i Lara se zaljube na prvi pogled i provedu zajedno cijelu večer. Nakon strastvene večeri u vrtu Nela ih uhvati i otjera Laru iz kuće. Zbog toga što nije spriječio majku, Jakov se osjeća posramljeno i traži Laru za oprost.
Nela Zlatar ohola je žena opsjednuta imidžom obitelji i nastavkom cijenjene loze Zlatarevih. Uvjerena je da se Lara približila Jakovu samo kako bi ušla u njihovu obitelj i kako bi uništila Jakovljevu karijeru kapetana plovidbe. Spletom okolnosti Jakov odlazi na brod umjesto svog oca i preuzima funkciju kapetana. Prije isplovljavanja zaprosi Laru i iste večeri se tajno vjenčaju. Jakov odvede Laru u kuću Zlatarevih i svima obznani da je ona sada njegova zakonita žena. Larin svijet mijenja se i sve više počinje sličiti paklu. Ne preostaje joj ništa drugo nego čekati Jakovljev povratak. U međuvremenu je prepuštena na milost i nemilost Jakovljeve majke Nele i mlađe sestre Nikol.

## Iza kamere
Redatelji Larinog izbora su Robert Orhel, Kristijan Milić, Tomislav Rukavina, Mladen Dizdar i Milivoj Puhlovski, a scenaristi Tomislav Hrpka, Milijan Ivezić, Iva Ilakovac, Aleksandar Kristek i Ozren Marod. Izvršni producent je Milo Grisogono, stilist Robert Sever, a direktor fotografije Mario Oljača. 

## Zanimljivosti
- Prije početka snimanja, Larin izbor je prodan u 17 zemalja svijeta kao što su Slovačka, Češka, Slovenija, Crna Gora, Makedonija, BiH te zemlje Bliskog istoka.[3] Broj zemalja u kojima je serija bila gledana narastao je na 41: uz navedene, Srbija, Bugarska, Rumunjska, Grčka, Vijetnam i Zapadna Afrika.[4]
- Prva televizijska uloga protagonistice Doris Pinčić i sporednih glumaca Jagode Kumrić, Duje Grubišića, Karla Mrkše i Ornele Vištice.
- Prva negativna uloga za Eciju Ojdanić i Filipa Juričića u hrvatskoj telenoveli.
- U scenama gdje Lara svira klavir i pjeva pjesmu "Što to bješe ljubav" Olivera Dragojevića, Larin tekst pjeva hrvatska pjevačica Jelena Rozga.
- Glumačka veteranka Vlasta Knezović tumačila je lik sluškinje Kike u drugoj epizodi telenovele. Od sljedeće epizode glumica je zamijenjena još jednom hrvatskom glumačkom legendom, Helenom Buljan.

## Glazba
Naslovnu pjesmu "Samo ljubav ostaje" izvodi Marko Pecotić uz Tonka Podruga i Miru Trgu. Za glazbeni dio u seriji zadužen je hrvatski tekstopisac Tonči Huljić.
Naslovna je pjesma prevedena na arapski i postigla je uspjeh u Egiptu i Dubaiju.

## Gledanost i odaziv javnosti
Prva epizoda telenovele emitirana je 4. rujna 2011. u 20:00 sati, ostvarivši 11,9 % gledanosti. Daljnjim epizodama gledanost je kontinuirano rasla i dosegla brojku od oko 17-19 %.
Serija je najveću gledanost zabilježila 24. studenog 2011. kad je epizodu gledalo milijun i 220 tisuća gledatelja u Hrvatskoj.

## Dugometražni film
Prije završetka snimanja prve sezone telenovele počela su govorkanja kako je u planu i dugometražni film koji bi se trebao emitirati nakon kraja 1. sezone. Ta vijest je i potvrđena 25. travnja 2012. Prva klapa filma pala je na taj datum u Kaštelima, a ostatak filma snimao se i u Splitu, Korčuli i Čiovu. Glumačku postavu filma čine Doris Pinčić, Ivan Herceg, Filip Juričić, Jagoda Kumrić i Stefan Kapičić. Ekipi su se pridružili i bosanskohercegovački glumac Miraj Grbić te hrvatski glumački veteran Špiro Guberina.

## Sezone
| Sezona | Sezona | Epizoda | Premijera sezone | Kraj sezone      |
| ------ | ------ | ------- | ---------------- | ---------------- |
|        | 1      | 182     | 4. rujna 2011.   | 20. lipnja 2012. |
|        | 2      | 165     | 23. rujna 2012.  | 3. srpnja 2013.  |

## Glumačka postava

### Kroz cijelu seriju
| Glumac/ica      | Lik                                |
| --------------- | ---------------------------------- |
| Doris Pinčić    | Lara Zlatar (bivš. Božić)          |
| Ivan Herceg     | Jakov Zlatar (Jaša)                |
| Filip Juričić   | Dinko Bilić                        |
| Jana Milić      | Lejla Bilić (bivš. Vidić)          |
| Ecija Ojdanić   | Antonela Zlatar (Nela)             |
| Frane Perišin   | Tonči Zlatar                       |
| Jagoda Kumrić   | Nikolina Zlatar-Škopljanac (Nikol) |
| Dino Rogić      | Mate Škopljanac                    |
| Stefan Kapičić  | Nikola Ivanov (Nikša)              |
| Ornela Vištica  | Karmen Ivanov (bivš. Sita)         |
| Helena Buljan   | Kristina Zlatar (Kike)             |
| Marija Kohn     | Anđela Zlatar                      |
| Sanja Vejnović  | Mija Petrović (bivš. Božić)        |
| Edita Karađole  | Cvitka Radošić                     |
| Petra Dugandžić | Lola                               |
| Barbara Nola    | Nena                               |
| Mladen Vulić    | Alen Dijak                         |
| Tamara Garbajs  | Vjera Dijak                        |

### Sudjelovali u 1. sezoni
| Glumac/ica        | Lik                     |
| ----------------- | ----------------------- |
| Alen Liverić      | Zoran Armanini          |
| Ana Maras         | Anita                   |
| Andrej Dojkić     | Maro                    |
| Bruna Bebić-Tudor | Blanka Bilić †          |
| Franko Jakovčević | Filip Kelava            |
| Iva Štrljić       | Iris Rončević           |
| Jasmin Mekić      | Kris Vidić †            |
| Karlo Mrkša       | Jure Šoštarić †         |
| Marija Tadić      | Lidija Bilić            |
| Mark Urem         | Jakov Zlatar #1 (Zlaja) |
| Mate Gulin        | Paško (Barba)           |
| Milan Štrljić     | Vuksan Petrović †       |
| Milo Kevo         | Mile                    |
| Slavko Juraga     | Ivo Ledić               |
| Stefan Buzurović  | Ognjan Ivanov           |

### Sudjelovali u filmu
| Glumac/ica     | Lik                                 |
| -------------- | ----------------------------------- |
| Doris Pinčić   | Lara Zlatar (sestra Aurora)         |
| Ivan Herceg    | Jakov Zlatar                        |
| Filip Juričić  | Dinko Bilić (Viktor Morlaci)        |
| David Šikić    | Jakov Zlatar (Zlaja) (Noel Morlaci) |
| Stefan Kapičić | Nikola Ivanov (Nikša)               |
| Jagoda Kumrić  | Nikolina Zlatar (Nikol)             |
| Dino Rogić     | Mate Škopljanac                     |

### Sudjelovali u 2. sezoni
| Glumac/ica            | Lik                               |
| --------------------- | --------------------------------- |
| Branimir Popović      | Šimun Santini †                   |
| David Šikić           | Jakov Zlatar #2 (Zlaja)           |
| Gordana Džepina       | Iman                              |
| Gordana Gadžić        | Guvernanta Danica                 |
| Ivona Kundert         | Aisha                             |
| Janko Popović Volarić | Lucijan Krstulović                |
| Marija Karan          | Kneginja Anastazija Popović (Ana) |
| Marko Cindrić         | Leon                              |
| Matija Kačan          | Svećenik Jeronim                  |
| Mirna Medaković       | Esma                              |
| Miro Barnjak          | Abdulah                           |
| Sanja Popović         | Dalia                             |
| Zoran Pribičević      | Dorian Damjanović †               |
| ?                     | Magdalena Dijak                   |
| ?                     | David Bilić                       |

## Međunarodna emitiranja
| Zemlja              | TV mreža        | Premijera serije                    | Kraj serije        |
| ------------------- | --------------- | ----------------------------------- | ------------------ |
| Hrvatska            | Nova TV         | 4. rujna 2011.                      | 3. srpnja 2013.    |
| Bosna i Hercegovina | RTRS FTV BN OBN | 5. rujna 2011.                      | 3. srpnja 2013.    |
| Makedonija          | Kanal 5         | 5. rujna 2011.                      |                    |
| Slovenija           | POP TV          | 12. rujna 2011.                     | 20. srpnja 2013.   |
| Bugarska            | bTV bTV Lady    | 28. ožujka 2012.                    | 12. srpnja 2015.   |
| Slovačka            | TV Doma         | 28. svibnja 2012.                   | 21. srpnja 2013.   |
| Rumunjska           | Acasă           | 29. svibnja 2012. 12. svibnja 2014. |                    |
| Iran                | Farsi1          | 28. srpnja 2012.                    |                    |
| Crna Gora           | TV Vijesti      | 27. kolovoza 2012.                  |                    |
| Grčka               | ANT-1           | 8. svibnja 2013.                    |                    |
| Egipat              | CBC Egypt       | 2. veljače 2013.                    |                    |
| Srbija              | TV B92          | 18. ožujka 2013.                    | 12. prosinca 2013. |
| Srbija              | Prva TV         | 24. travnja 2015.                   | 2. prosinca 2015.  |
| Italija             | RAI             |                                     |                    |
| Ukrajina            |                 |                                     |                    |
| Pakistan            | Urdu 1          |                                     |                    |
| Češka               | Telka           | 3. lipnja 2013.                     |                    |
| Maroko              | 2M TV           | 23. rujna 2014.                     | svibanj 2015.      |